# Ciordia
Ziordia (oficialmente en euskera: Ziordia) es un municipio español de la Comunidad Foral de Navarra, situado en la merindad de Pamplona, en el valle de la Burunda, la comarca de la Barranca y a 55 kilómetros de la capital de la comunidad, Pamplona. Su población en 2024 era de 353 habitantes (INE).

## Toponimia
El nombre del pueblo se cree que deriva de la palabra en lengua vasca zihaurri (dialectalmente zior), que es el nombre de la planta que en castellano se denomina saúco menor o yezgo (Sambucus ebulus); del sufijo abundancial -di, que suele acompañar a nombres de plantas y del artículo -a. Por tanto tendría el significado de ‘el yezgal’.
El nombre del pueblo se suele pronunciar también zigordi y ziyordi. En documentos antiguos aparece escrito como: Çuordia (1268, 1366 Carasatorre); Ciorduya (1489, Carasatorre) y Ziordisaroi (1713, Carasatorre).
Tradicionalmente el nombre del pueblo se ha escrito Ciordia, hasta que en las últimas décadas del siglo XX se generalizó la forma Ziordia, que es una adaptación del mismo a la moderna ortografía de la lengua vasca y a su pronunciación en dicho idioma.

## Geografía
Pertenece a la comarca de La Barranca, cuyo tramo occidental es denominado como La Burunda, que se sitúa en posición fronteriza con el municipio alavés de Aspárrena. El término municipal está atravesado por la Autovía del Norte A-1 entre los pK 391 y 393. 
| Noroeste: Parzonería General de Guipúzcoa y Álava | Norte: Olazagutía                     | Noreste: Olazagutía                                    |
| Oeste: Aspárrena (Álava)                          |                                       | Este: Olazagutía                                       |
| Suroeste: Aspárrena (Álava)                       | Sur: Parque Natural de Urbasa y Andía | Sureste: Olazagutía y Parque Natural de Urbasa y Andía |

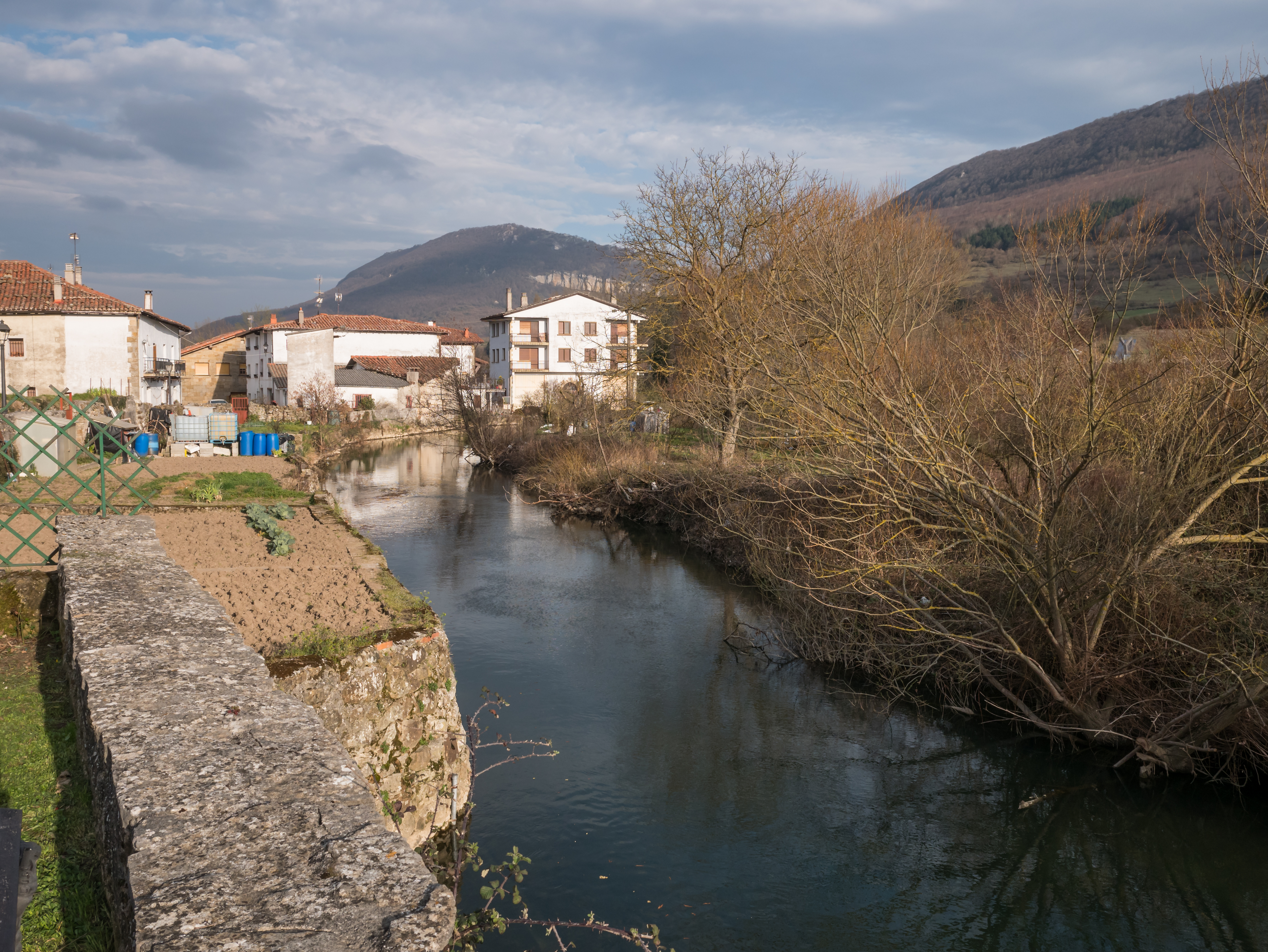
Río Araquil a su paso por Ciordia

La localidad se halla situada en la margen izquierda del río Araquil. El relieve del municipio está caracterizado por el valle de este río, estando delimitado al norte por la Sierra de Altzaina (con una cota máxima de 1118 metros en el pico Tres Mugas) y al sur por la sierra de Urbasa. La ladera montañosa del sur  es conocida como La Barga entre los habitantes. La ladera norte sin embargo es denominada La Peña.
La altitud del municipio oscila entre los 1128 metros en la sierra de Urbasa y los 539 metros en la ribera del río Araquil. El pueblo se alza a 553 metros sobre el nivel del mar. 

## Historia

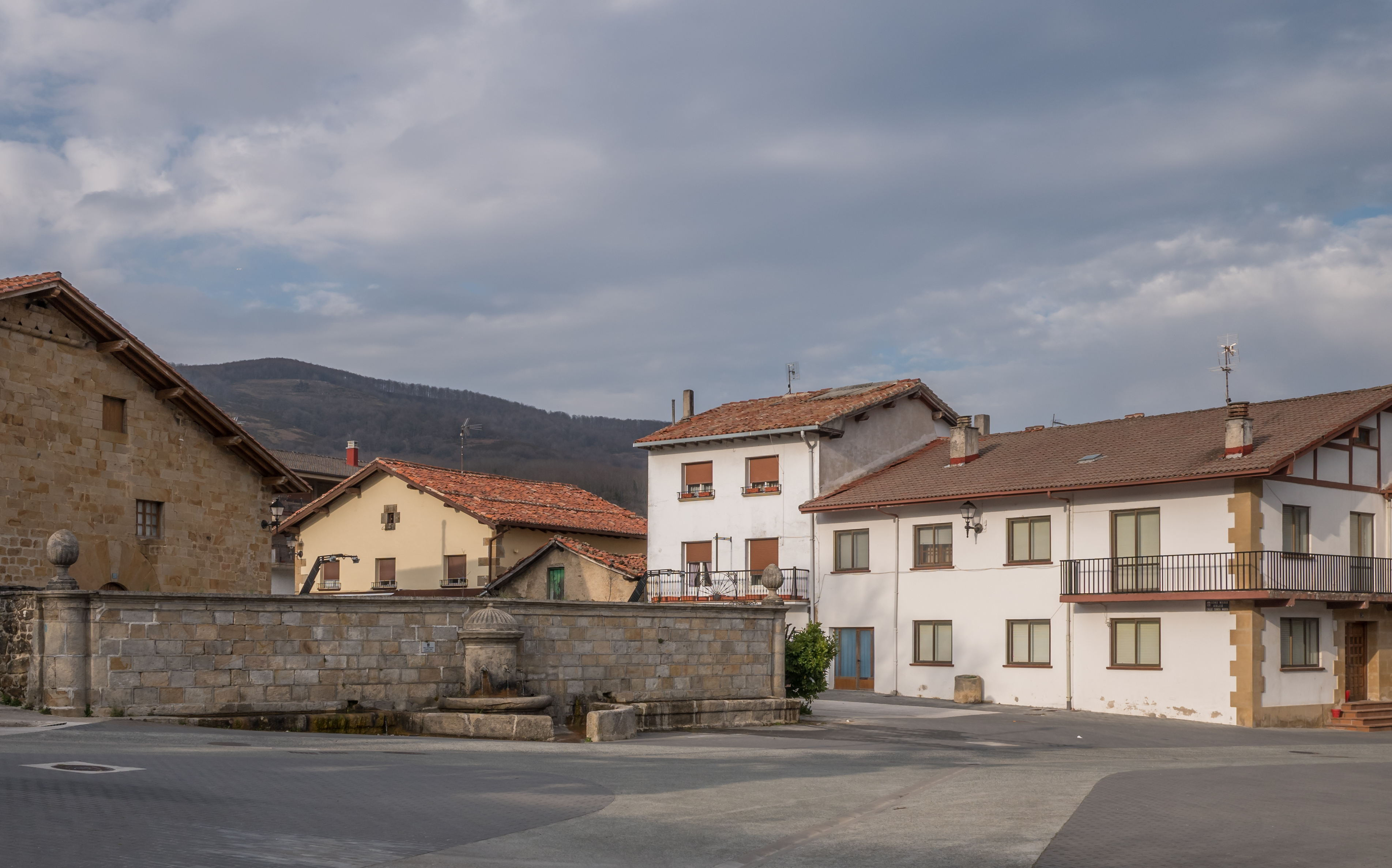
Fuente en Ciordia

En 1462 Juan II donó al señor de Ciordia, Lanzarot, todas las rentas, derechos y emoluciones del peaje que el rey poseía en el valle de la Burunda, que ascendía a 54 libras, junto con la pecha denominada gaillurllidua.
Hacia los años 1575 – 1576, la villa se vio envuelta en sonados procesos de brujería.

## Demografía
Ciordia cuenta con una población de 353 habitantes (INE 2024).
| Gráfica de evolución demográfica de Ziordia entre 1842 y 2021 |
| |
| Población de derecho según los censos de población del INE Población de hecho según los censos de población del INEEn estos censos se denominaba Ciordia: 1842, 1857, 1860, 1877, 1887, 1897, 1900, 1910, 1920, 1930, 1940, 1950, 1960, 1970 y 1981 |

## Economía

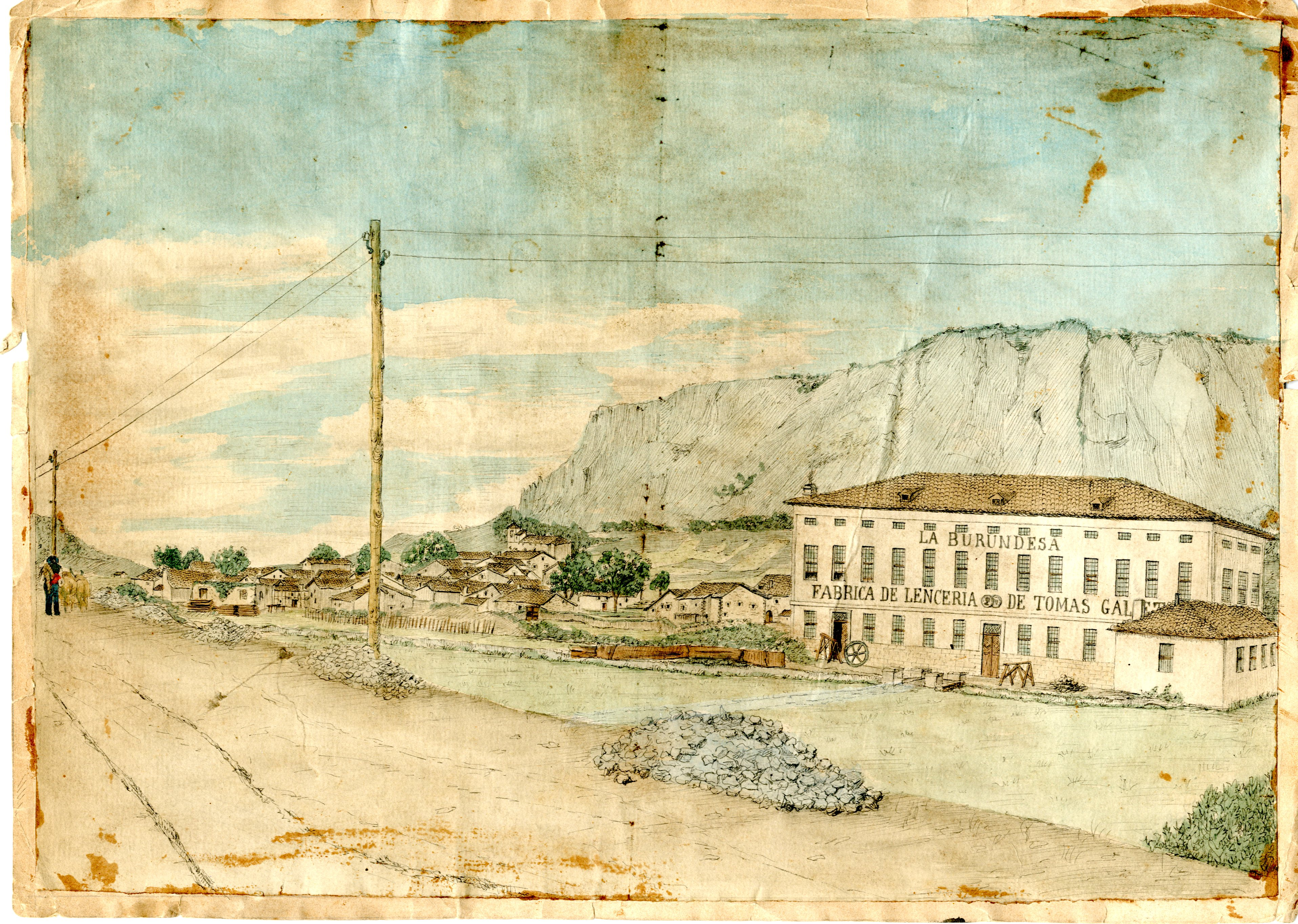
Antigua fábrica de lencería La Burundesa, de Tomás Galbete, y Ciordia al fondo

La industria moderna que comenzó a desarrollarse a lo largo de los años 60, la proximidad de núcleos industriales como Alsasua y Olazagutía, así como el paso cercano de la carretera nacional a Vitoria ha favorecido el desarrollo del municipio.

## Administración y política
Pertenece a la Merindad de Pamplona y a la Mancomunidad de la Sakana.
| Partido político                      | 2015  | 2015       | 2011  | 2011       | 2007  | 2007       | 2003 | 2003       | 1999  | 1999       | 1995  | 1995       |
| Partido político                      | %     | Concejales | %     | Concejales | %     | Concejales | %    | Concejales | %     | Concejales | %     | Concejales |
| Euskal Herria Bildu (EH Bildu)        | 53,16 | 4          | 45,74 | 3          | —     | —          | —    | —          | —     | —          | —     | —          |
| Nafarroa Bai (NaBai)-Geroa Bai (GBai) | 44,98 | 3          | 51,77 | 4          | 94,12 | 7          | —    | —          | —     | —          | —     | —          |
| Euskal Herritarrok (EH)               | —     | —          | —     | —          | —     | —          | —    | —          | 63,64 | 7          | —     | —          |
| Herri Batasuna (HB)                   | —     | —          | —     | —          | —     | —          | —    | —          | —     | —          | 56,25 | 7          |

## Cultura

### Patrimonio

#### Monumentos religiosos

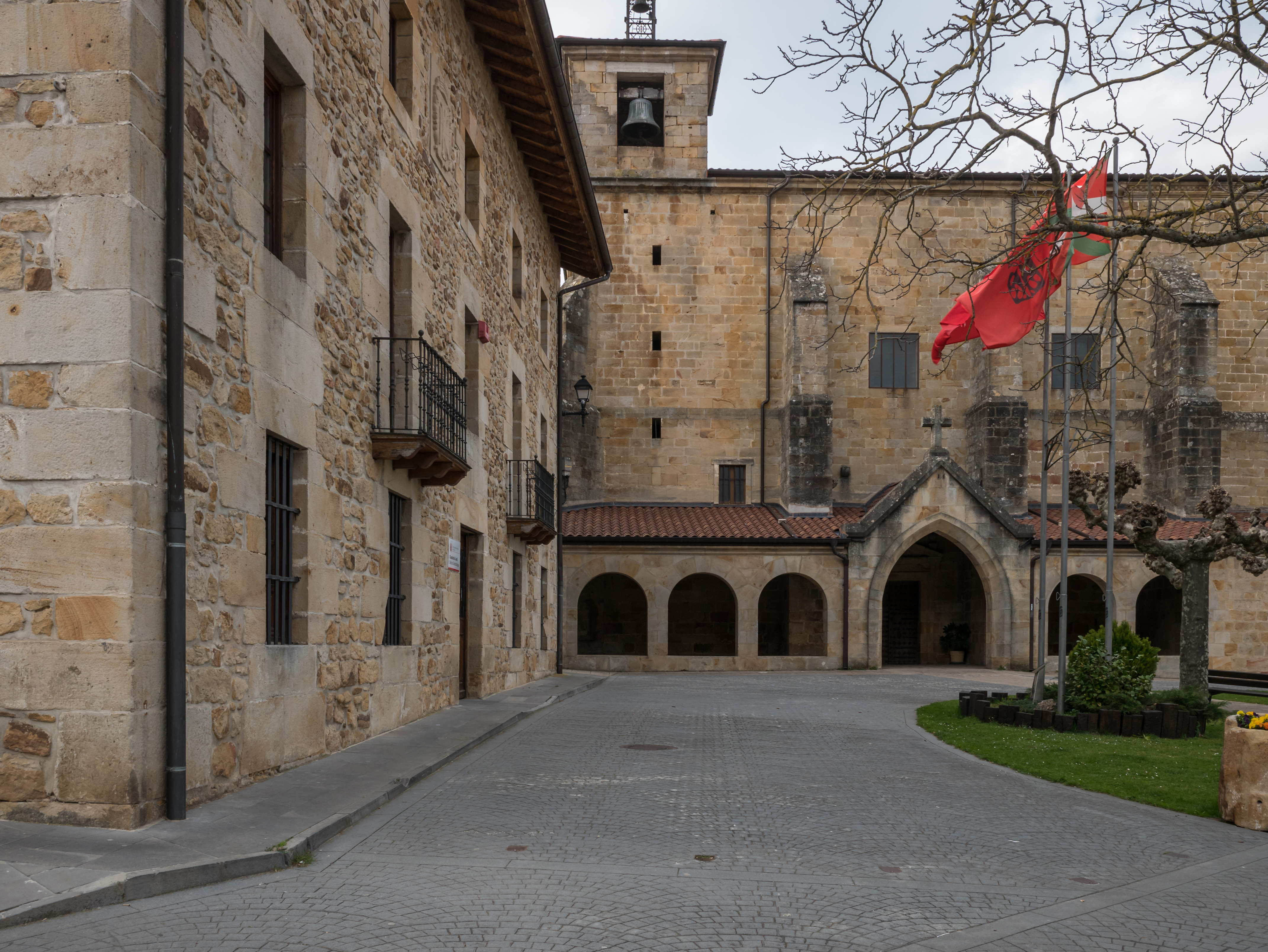
Iglesia de la Asunción

Iglesia de la Asunción, edificio realizado en piedra (siglo XVI-XVIII).
Ermita de Nuestra Señora del Milagro, situada en el centro de la población.

#### Monumentos civiles
Túmulo prehistórico de Apoeta a 3 km al norte del pueblo.

### Gastronomía
Dos famosos cocineros de la localidad son Benjamín Urdiain y Javier Arbizu. El pueblo tiene tradición de buenos cocineros.

### Deporte
Dispone de frontón, piscina municipal y gimnasio. Cuenta con 2 parques infantiles y una pista de baloncesto.

### Fiestas
Las fiestas patronales se celebran el 8 de septiembre. Duran aproximadamente cinco días, y se celebran en honor a la Virgen del Coro.
En ellas cada día tiene un protagonista, como los jubilados o los niños, y cuentan con muchas actividades lúdicas. Entre ellas cabe destacar el reparto de vino y queso gratuito que se suele hacer cada día entre los asistentes a las fiestas.